# Chalencon
Pour les articles homonymes, voir Chalencon (homonymie).
Chalencon est une commune française, située dans le département de l'Ardèche en région Auvergne-Rhône-Alpes.

## Géographie

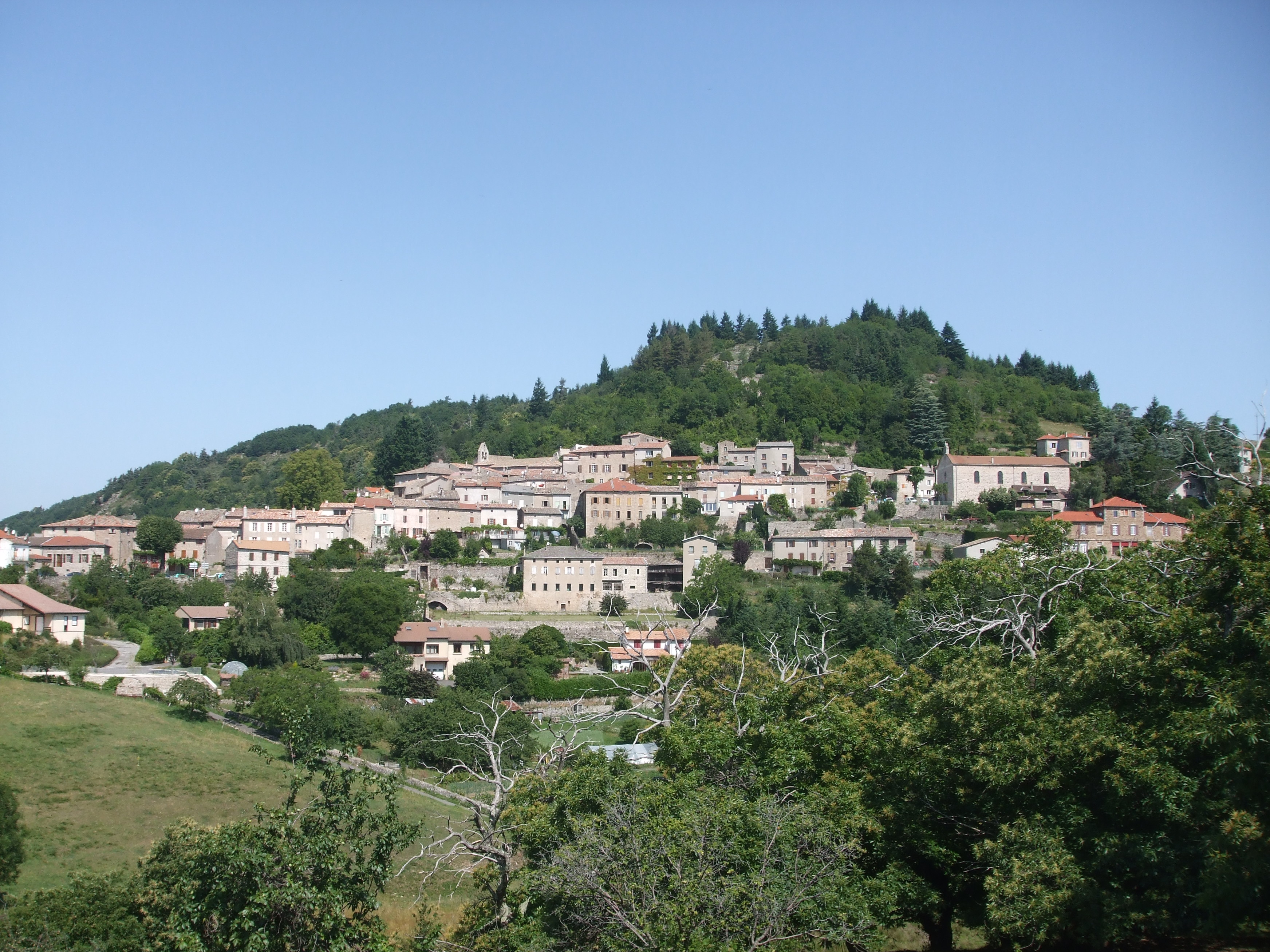
Vue générale du village.

### Situation et description
Chalencon est un village médiéval situé au cœur de l'Ardèche, à 30 kilomètres à l'ouest de Valence. Le village domine par le nord la vallée de l'Eyrieux entre Le Cheylard et Saint-Sauveur-de-Montagut. Au nord de Chalencon s'étend le plateau de Vernoux-en-Vivarais. La commune fait partie du parc naturel régional des Monts d'Ardèche et elle rattachée à la communauté d'agglomération Privas Centre Ardèche.

### Communes limitrophes
Chalencon est limitrophe de six communes, toutes situées dans le département de l'Ardèche et réparties géographiquement de la manière suivante :

### Climat
Pour des articles plus généraux, voir Climat d'Auvergne-Rhône-Alpes et Climat de l'Ardèche.
En 2010, le climat de la commune est de type climat des marges montargnardes, selon une étude du CNRS s'appuyant sur une série de données couvrant la période 1971-2000. En 2020, Météo-France publie une typologie des climats de la France métropolitaine dans laquelle la commune est exposée à un climat de montagne ou de marges de montagne et est dans la région climatique Moyenne vallée du Rhône, caractérisée par un bon ensoleillement en été (fraction d’insolation > 60 %), une forte amplitude thermique annuelle (4 à 20 °C), un air sec en toutes saisons, orageux en été, des vents forts (mistral), une pluviométrie élevée en automne (250 à 300 mm).
Pour la période 1971-2000, la température annuelle moyenne est de 9,9 °C, avec une amplitude thermique annuelle de 16,8 °C. Le cumul annuel moyen de précipitations est de 1 108 mm, avec 7,9 jours de précipitations en janvier et 5,5 jours en juillet. Pour la période 1991-2020, la température moyenne annuelle observée sur la station météorologique de Météo-France la plus proche, « Gluiras Rad », sur la commune de Gluiras à 5 km à vol d'oiseau, est de 11,2 °C et le cumul annuel moyen de précipitations est de 1 201,5 mm,. Pour l'avenir, les paramètres climatiques de la commune estimés pour 2050 selon différents scénarios d'émission de gaz à effet de serre sont consultables sur un site dédié publié par Météo-France en novembre 2022.

### Hydrographie
La partie méridionale du territoire de la commune est bordé par l'Eyrieux, rivière de 83,5 km de longueur qui rejoint la rive droite du Rhône au niveau de la commune de La Voulte-sur-Rhône.

### Voies de communication
Le territoire de la commune n'est traversé par aucun grand axe routier, ni aucune voie ferrée. La route départementale 364 (RD364) relie le village à la vallée de l'Eyrieux, permettant ainsi de rejoindre Privas.

## Urbanisme

### Typologie
Au 1er janvier 2024, Chalencon est catégorisée commune rurale à habitat dispersé, selon la nouvelle grille communale de densité à 7 niveaux définie par l'Insee en 2022.
Elle est située hors unité urbaine et hors attraction des villes,.

### Occupation des sols
L'occupation des sols de la commune, telle qu'elle ressort de la base de données européenne d’occupation biophysique des sols Corine Land Cover (CLC), est marquée par l'importance des forêts et milieux semi-naturels (78,2 % en 2018), une proportion identique à celle de 1990 (78,2 %). La répartition détaillée en 2018 est la suivante : forêts (51 %), milieux à végétation arbustive et/ou herbacée (27,3 %), zones agricoles hétérogènes (20,7 %), prairies (1 %).
L'évolution de l’occupation des sols de la commune et de ses infrastructures peut être observée sur les différentes représentations cartographiques du territoire : la carte de Cassini (XVIIIe siècle), la carte d'état-major (1820-1866) et les cartes ou photos aériennes de l'IGN pour la période actuelle (1950 à aujourd'hui).

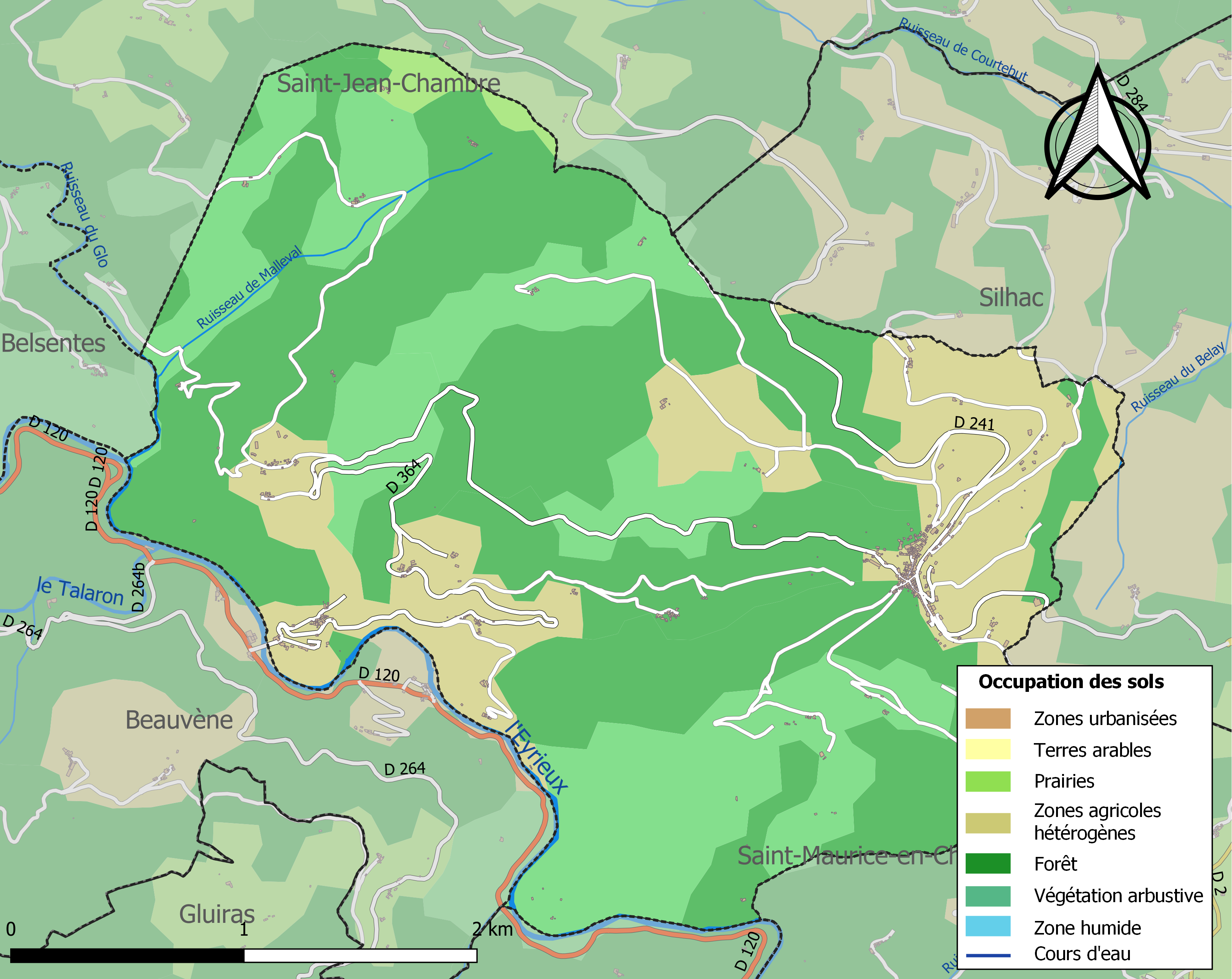
Carte des infrastructures et de l'occupation des sols de la commune en 2018 (CLC).

#### Risques sismiques
L'ensemble du territoire de la commune de Chalencon est situé en zone de sismicité no 2 (sur une échelle de 5), comme la plupart des communes situées sur le plateau et la montagne ardéchoise.
| Type de zone | Niveau           | Définitions (bâtiment à risque normal) |
| ------------ | ---------------- | -------------------------------------- |
| Zone 2       | Sismicité faible | accélération = 1,1 m/s2                |

## Histoire
Attestée de longue date, la forme Chalancon deviendra définitivement Chalencon à la fin du XIXe siècle.

« L’antique château féodal de Chalencon (1) […] (1) C’est à tort que dans quelques ouvrages imprimés, on a placé une cédille sous le C de la dernière syllabe de ce nom ; les habitants du Velay prononcent positivement Chalencon et non pas Chalençon. »

— Jean-Baptiste Bouillet, Chalencon

## Politique et administration

### Liste des maires
| Période                                  | Période                   | Identité            | Étiquette | Qualité |
| ---------------------------------------- | ------------------------- | ------------------- | --------- | ------- |
| Les données manquantes sont à compléter. |                           |                     |           |         |
| avant 1995                               | ?                         | Jean-Frédéric Arsac | DVD       |         |
| mars 2001                                | En cours (au 6 août 2020) | Alain Sallier,      | DVD       |         |

## Population et société

### Démographie
L'évolution du nombre d'habitants est connue à travers les recensements de la population effectués dans la commune depuis 1793. Pour les communes de moins de 10 000 habitants, une enquête de recensement portant sur toute la population est réalisée tous les cinq ans, les populations de référence des années intermédiaires étant quant à elles estimées par interpolation ou extrapolation. Pour la commune, le premier recensement exhaustif entrant dans le cadre du nouveau dispositif a été réalisé en 2004.

En 2022, la commune comptait 339 habitants, en évolution de +13,76 % par rapport à 2016 (Ardèche : +2,48 %, France hors Mayotte : +2,11 %).
| 1793 | 1800 | 1806  | 1821  | 1831  | 1836  | 1841  | 1846  | 1851  |
| ---- | ---- | ----- | ----- | ----- | ----- | ----- | ----- | ----- |
| 920  | 843  | 1 021 | 1 124 | 1 043 | 1 155 | 1 125 | 1 138 | 1 230 |

| 1856  | 1861  | 1866  | 1872  | 1876  | 1881  | 1886  | 1891  | 1896  |
| ----- | ----- | ----- | ----- | ----- | ----- | ----- | ----- | ----- |
| 1 100 | 1 144 | 1 167 | 1 180 | 1 136 | 1 115 | 1 130 | 1 238 | 1 041 |

| 1901  | 1906  | 1911 | 1921 | 1926 | 1931 | 1936 | 1946 | 1954 |
| ----- | ----- | ---- | ---- | ---- | ---- | ---- | ---- | ---- |
| 1 014 | 1 064 | 997  | 786  | 714  | 679  | 677  | 702  | 560  |

| 1962 | 1968 | 1975 | 1982 | 1990 | 1999 | 2004 | 2006 | 2009 |
| ---- | ---- | ---- | ---- | ---- | ---- | ---- | ---- | ---- |
| 529  | 474  | 314  | 320  | 309  | 303  | 312  | 303  | 318  |

| 2014 | 2019 | 2022 | - | - | - | - | - | - |
| ---- | ---- | ---- | - | - | - | - | - | - |
| 301  | 336  | 339  | - | - | - | - | - | - |

### Enseignement
La commune est rattachée à l'académie de Grenoble.

### Médias
Deux organes de presse écrite de niveau régional sont distribués dans la commune :
- L'Hebdo de l'Ardèche, journal hebdomadaire français basé à Valence et diffusé à Privas depuis 1999. Il couvre l'actualité pour tout le département de l'Ardèche ;
- Le Dauphiné libéré, journal quotidien de la presse écrite française régionale distribué dans la plupart des départements de l'ancienne région Rhône-Alpes, notamment l'Ardèche. La commune est située dans la zone d'édition du Centre-Ardèche (Privas).

### Cultes

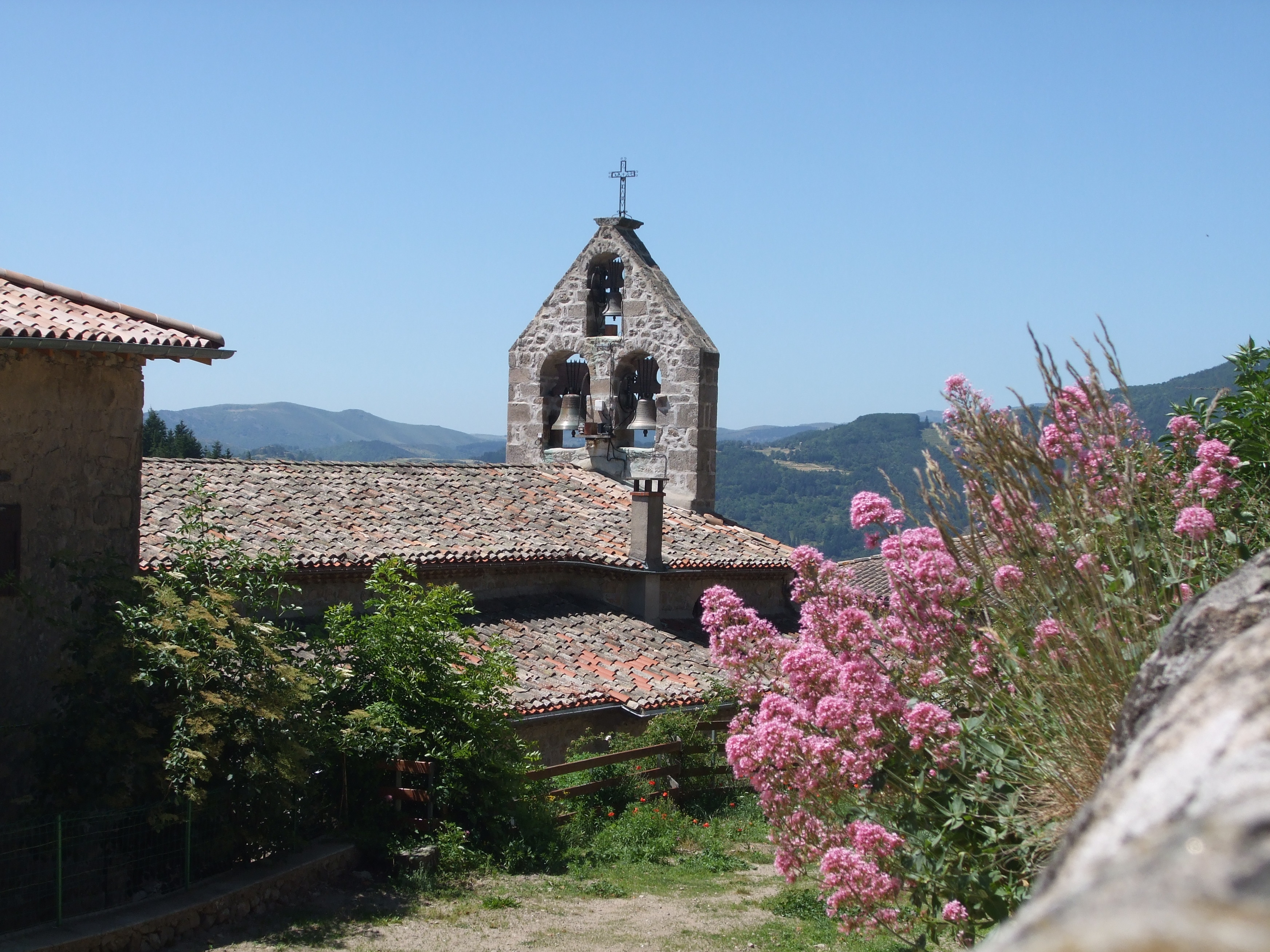
Église Saint-Pierre-aux-Liens.

La communauté catholique et l'église de Chalencon (propriété de la commune) dépendent de la paroisse Saint Basile entre Doux et Dunière qui comprend plusieurs autres communes. Cette paroisse est elle-même rattachée au diocèse de Viviers.

## Culture locale et patrimoine

### Lieux et monuments
- Église Saint-Pierre d'implantation romane.
- Temple protestant datant de 1823.
- La tour de Diane, tour ascenseur d'une maison marchande.
- La chaise de justice gardée à la mairie.
- La chaire du Désert démontable actuellement gardée au temple.
- L'ancien couvent des sœurs de Nazareth.
- La porte de ville de Chalencon dite porte de Besse (du nom de la seigneurie de Besse dont le territoire allait jusqu'aux anciennes fortifications de la baronnie de Chalancon) fait l’objet d’une inscription au titre des monuments historiques depuis le 31 mai 1927[24].

### Personnalités liées à la commune
- François Dautheville, homme politique, né le 8 mai 1792 et décédé le 9 mai 1875 à Chalencon.

### Héraldique
| Blason de Chalencon | Blason  | D'azur à six besants d'argent, au chef d'or plain. |
| Blason de Chalencon | Détails | Malgré le fait que la commune ait choisi indûment de porter les armes des Poitiers, comte de Valentinois et baron de Chalancon, on peut trouver des armes d'origine de Chalencon différentes qui se blasonnent ainsi : Écartelées d'or et de gueules, à la bordure de sable chargée de huit fleurs de lys d'or mais cette famille correspond à la famille Chalancon du Velay (Haute-Loire) qui a relevé le nom et les armes de Polignac au XVe siècle (Georges Paul, Armorial général du Velay, 1912) . Le statut officiel du blason reste à déterminer. |